# USS Mississippi (BB-23)

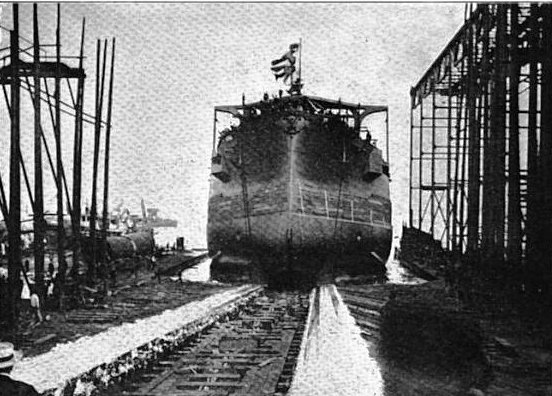
USS Mississippi při spouštění na vodu v roce 1905

USS Mississippi (BB-23) byl predreadnought námořnictva Spojených států amerických, který byl první jednotkou třídy Mississippi. Po pouhých šesti letech služby v Americe byla loď prodána Řecku, kde ji dali jméno Kilkis. Loď byla v roce 1941 potopena německým letectvem.

## Stavba
Dne 12. května 1904 byl založen kýl lodi v americké loděnici William Cramp & Sons ve státě Pensylvánie. 30. září 1905 byla loď spuštěna na vodu a uvedena do služby byla 1. února 1908.

## Technické specifikace
USS Mississippi měřil a na délku 116,4 m a na šířku 32,5 m. Ponor lodi byl hluboký 7,5 m a standardní výtlak činil 13 209 t. O pohon lodi se staralo 8 uhelných kotlů Babcock & Wilcox, díky kterým mohla Mississippi plout rychlostí 31 km/h.

## Výzbroj
Hlavní výzbroj lodě tvořily 2 dvojhlavňové dělové věže s děly ráže 305 mm. Sekundární výzbroj tvořily 4 dvojitá děla ráže 203 mm. Dále se zde nacházelo 8 kanónů ráže 178 mm, 12 kanónů ráže 76 mm, 6 kanónů QF 3-pounder ráže 47 mm, 2 auto-kanóny QF 1-pounder ráže 37 mm a 2 torpédomety s torpédy o průměru 533 mm.